# 祐天寺駅
祐天寺駅（ゆうてんじえき）は、東京都目黒区祐天寺二丁目にある、東急電鉄東横線の駅である。駅番号はTY04。

## 歴史
- 1927年（昭和2年）8月28日 - 開業。相対式ホーム[2]、下りホーム側に木造2階建ての駅舎（東口）[2][1]。
- 1955年（昭和30年）頃 - 上りホーム側に西口開設[2][1]。
- 1964年（昭和39年）3月23日 - 木造の東口駅舎を地上3階・地下1階建ての駅ビルに改築[2]。
- 1966年（昭和41年）9月20日 - 当駅を含む中目黒 - 都立大学駅間の立体交差工事に着手[3]。
- 1969年（昭和44年）8月8日 - 下り線を高架化[4]。
- 1970年（昭和45年）
  - 2月27日 - 上り線を高架化[5][注 1]。
  - 11月13日 - 当駅を含む中目黒 - 都立大学駅間の立体交差工事が完成[1][6]。工事延長は2,532 m、事業費は34億円、合計16か所の踏切が廃止された[3][6]。
- 1971年（昭和46年）2月20日 - 駅業務システムの自動化モデル駅として、学芸大学駅、桜木町駅と共に自動改札機を設置（5台）。自動券売機を磁気券化し、エンコード可能な定期券発行機を新設した。
- 2006年（平成18年）4月30日 - 定期券うりばの営業を終了。
- 2007年（平成19年）3月18日 - ICカード「PASMO」の利用が可能となる[7]。
- 2013年（平成25年）4月 - 通過線設備新設工事に着手[8]。
- 2017年（平成29年）3月25日 - 通過線が新設され、供用開始[9]。
- 2018年（平成30年）10月1日 - 駅ビル開業（後述参照）[10]。

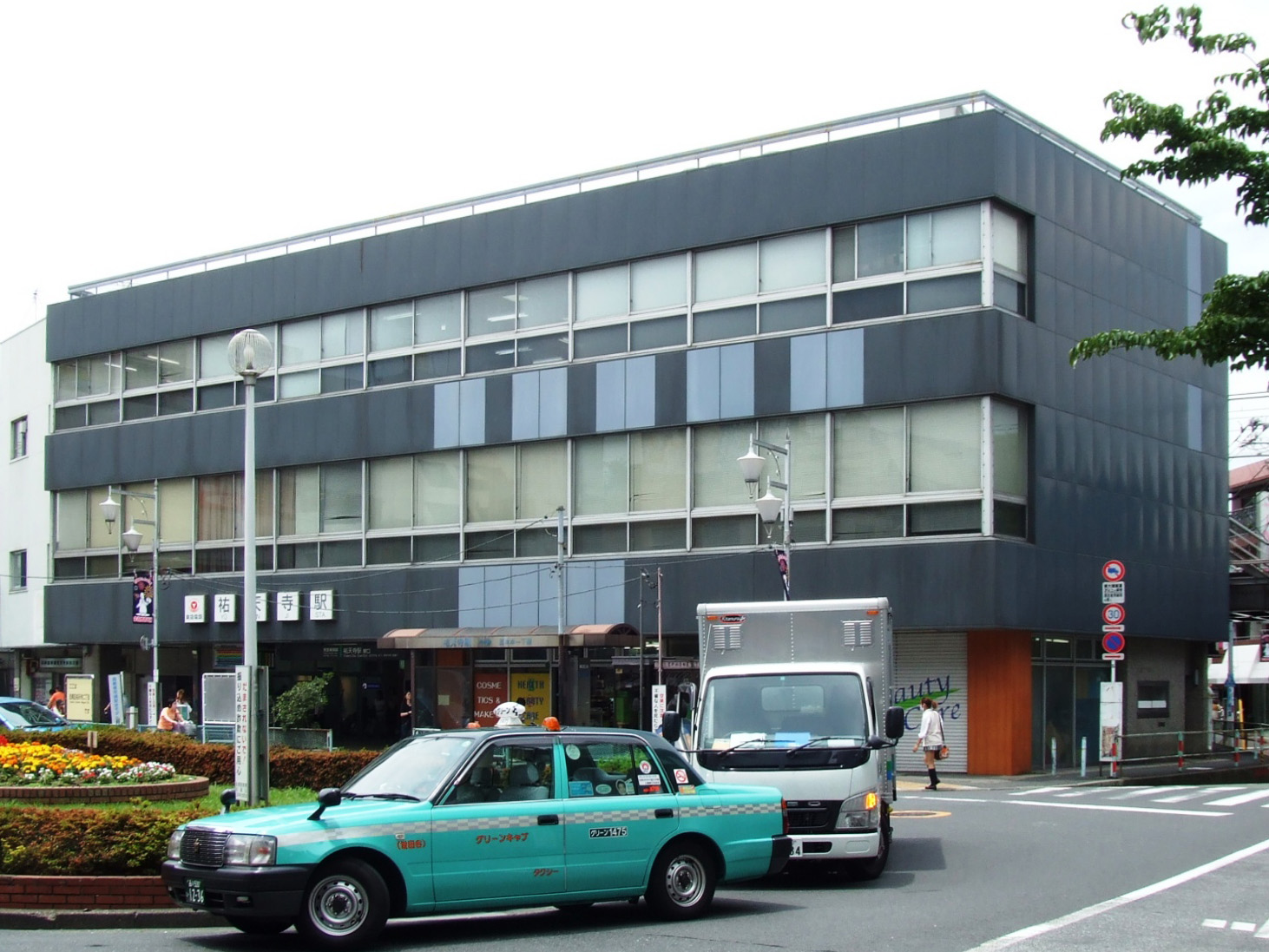
旧東口駅舎（2009年6月）
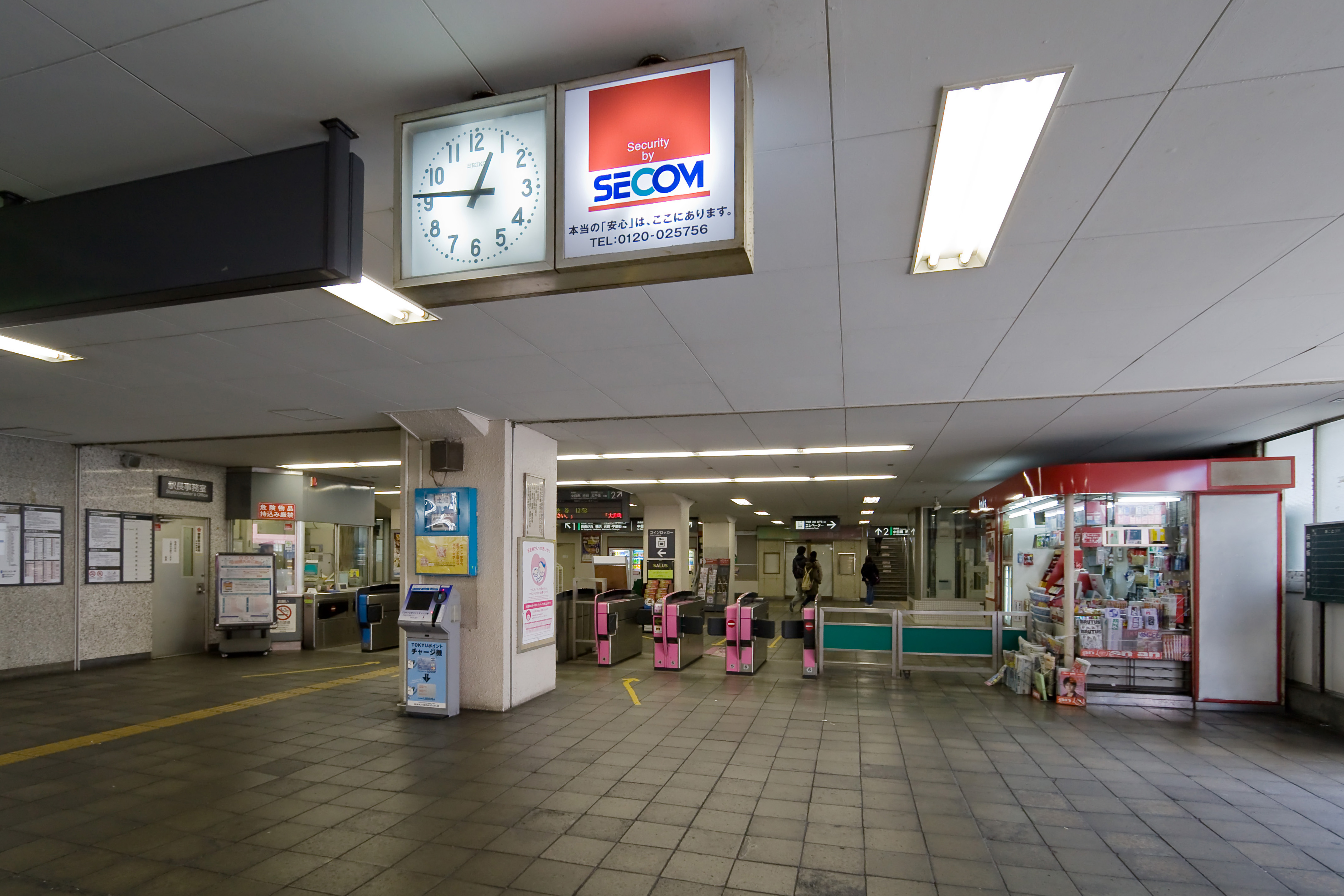
リニューアル前の改札口（2010年3月）

## 駅構造
相対式ホーム2面3線の高架駅である。上下ホームの間にプラットホームの無い通過線（2番線）がある。駅両端にある6基の分岐器は、ノーズ可動式分岐器が採用されている。両ホームとも地上1階の改札口と、階段およびエレベーターで連絡している。長らく改札内にトイレはなかったが、2016年（平成28年）7月31日に設置された。なお、ロータリーに面した駅東口に公衆トイレがある。
ホーム・線路の下は商店等になっている。かつては定期券うりばが設置されていたが、現在は廃止されている。
東京メトロ副都心線との相互直通運転に伴い、2013年から2017年にかけて改良工事が行われ、当駅に優等列車の通過線を設置した。一部ホーム幅を狭めて上り線ホームを渋谷方面に若干移設、また、上下線の間隔拡張によりそのスペースに通過線を設置した。通過線は2017年3月25日のダイヤ改正から供用を開始した。

### のりば
| 番線 | 路線   | 方向   | 行先                                   |
| ---- | ------ | ------ | -------------------------------------- |
| 1    | 東横線 | 下り   | 横浜・元町・中華街・新横浜・二俣川方面 |
| 2    | 東横線 | 通過線 | 通過線                                 |
| 3    | 東横線 | 上り   | 渋谷・池袋・川越市・所沢方面           |

- 当駅には東急新横浜線・相鉄線に乗り入れる列車は停車しないため、新横浜・二俣川方面へは途中駅での乗り換えが必要となる。
- 欠番となっている2番線は上下線共用の通過線である。上りが本線、下りが中線扱いとなっている。
  - この2番線は、通常は渋谷方面の通過列車が使用する。また、平日朝ラッシュ時に急行・通勤特急を、土休日はS-TRAIN全便の待避を行う。平日と土休日の朝夕時間帯に新横浜方面から来た急行の待避を行うこともある[14]。
  - 横浜方面の通過列車は原則としてホームに面した1番線を通過するが、土休日のS-TRAIN4号のみ追い抜きを行うため、2番線を通過する。

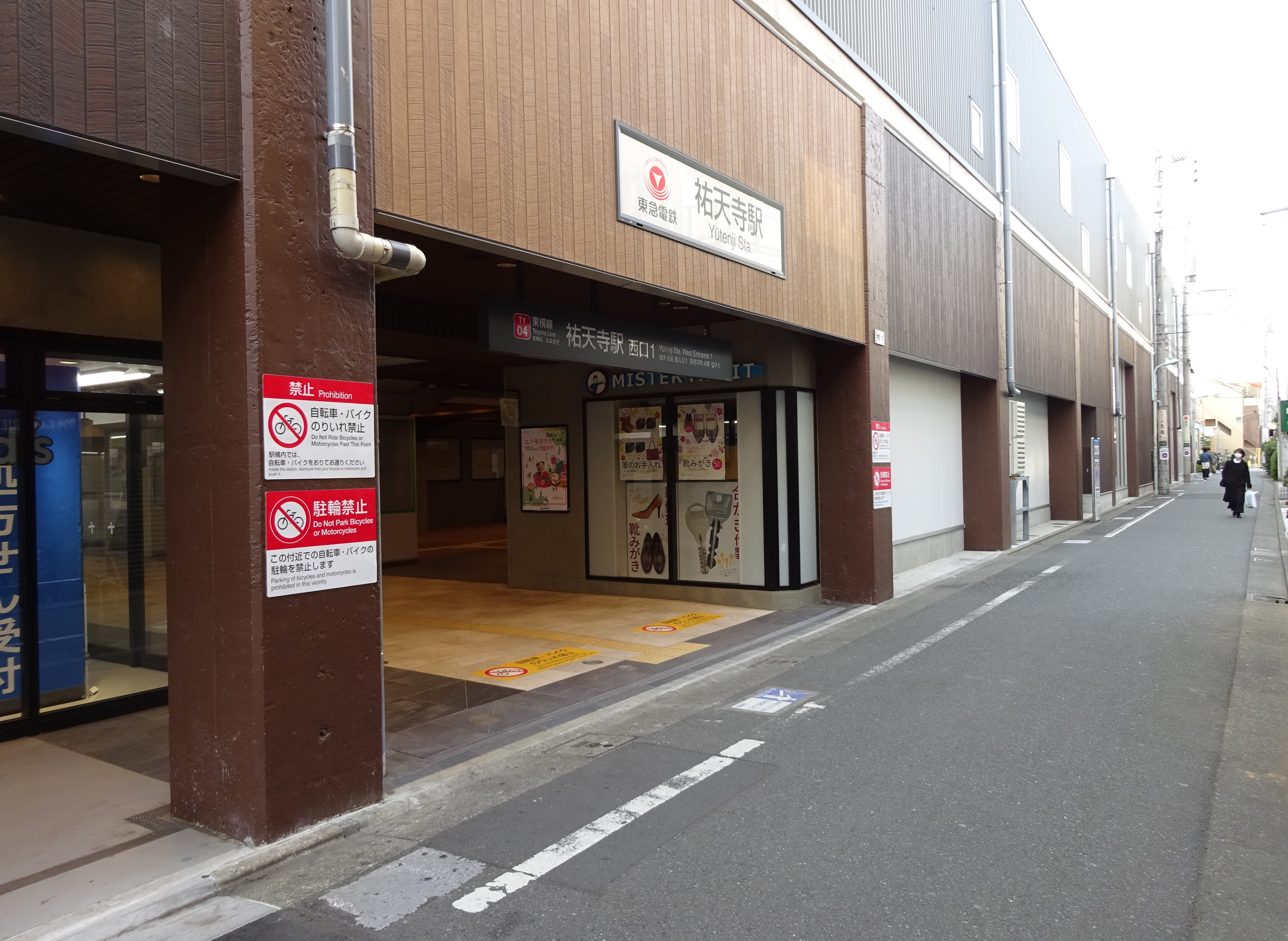
西口1（2019年4月）
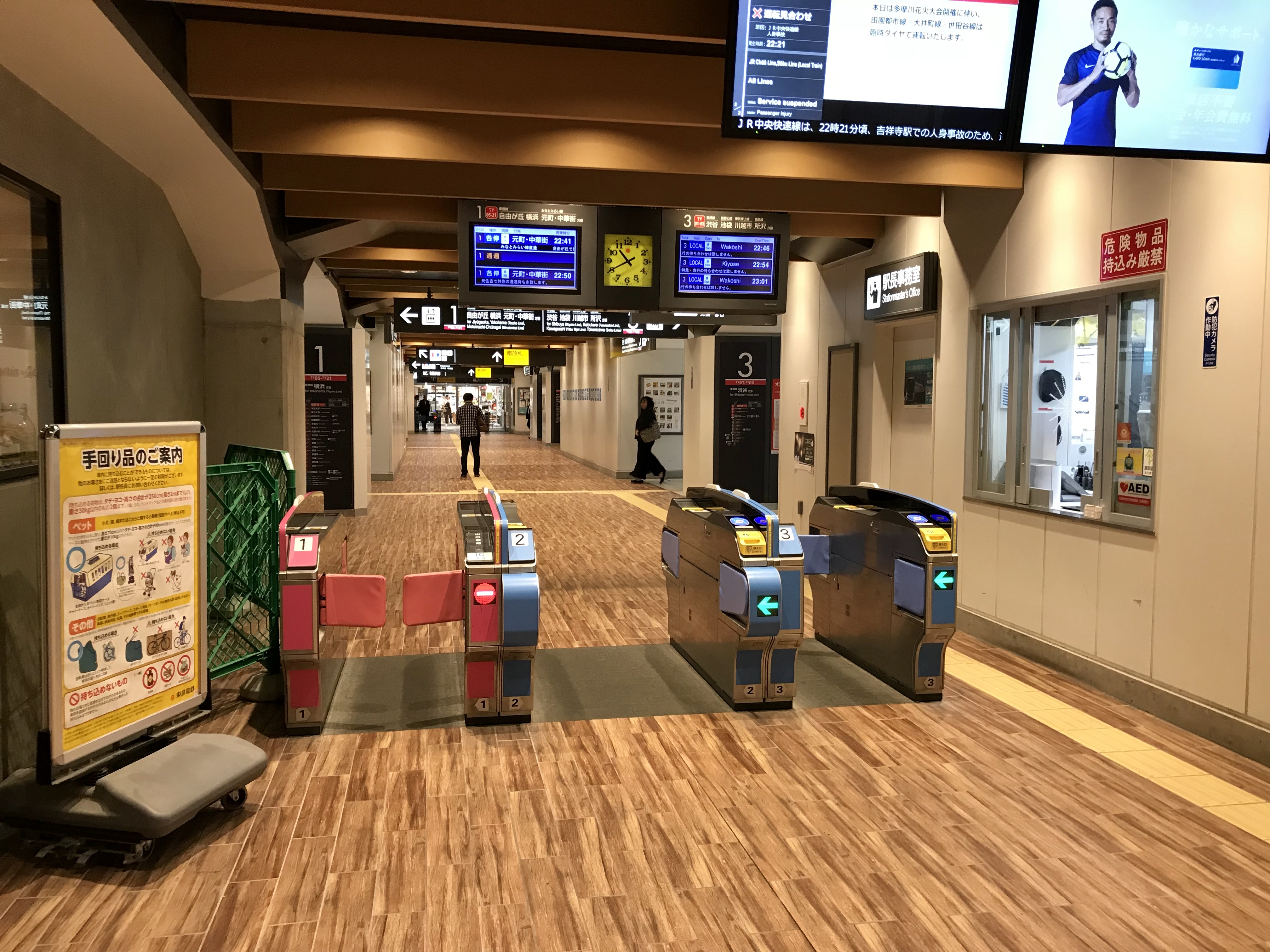
リニューアル後の中央改札口（2018年10月）
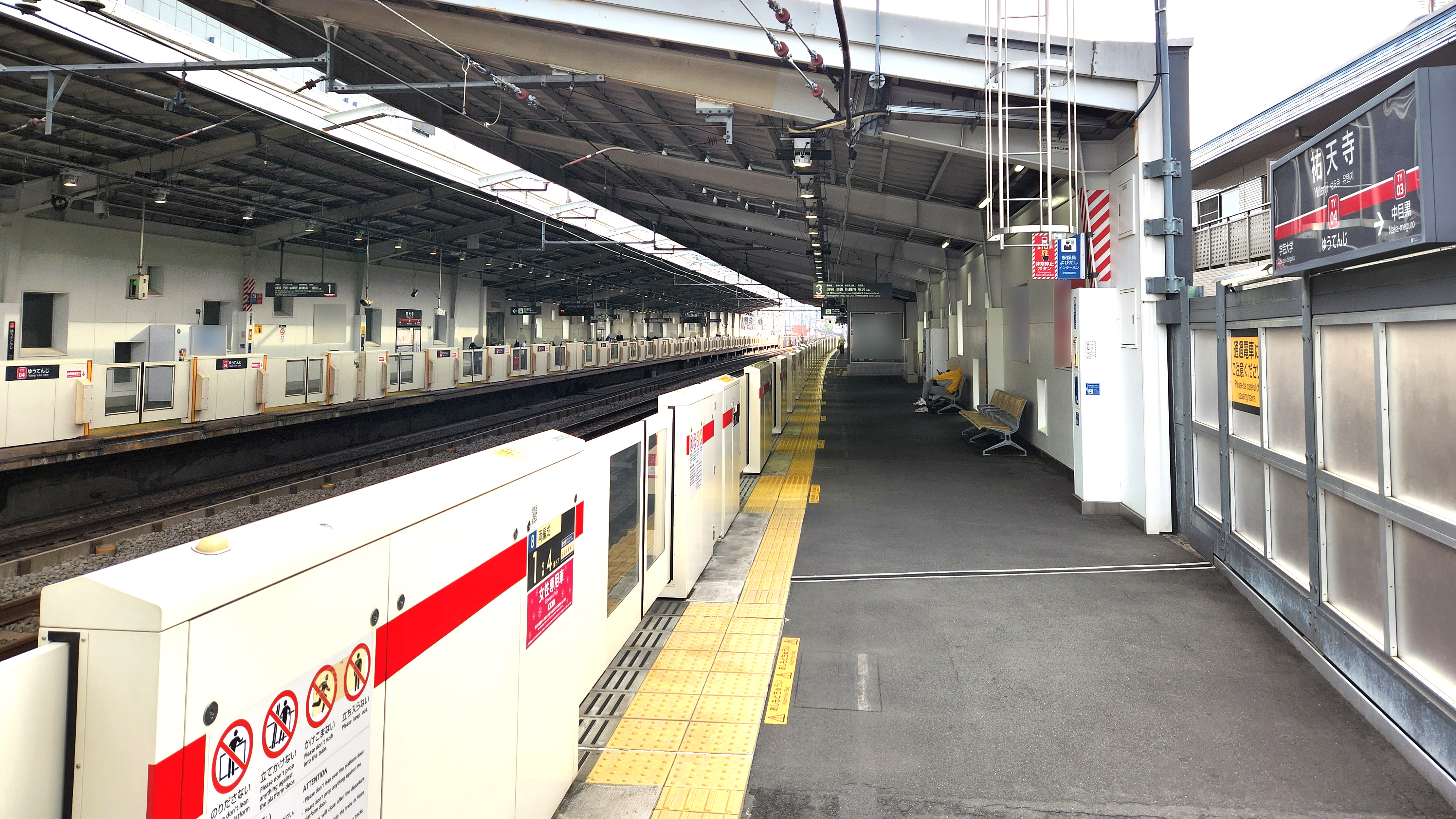
ホーム（2023年4月）

### 駅ビル
当駅渋谷寄り高架下および隣接地において駅ビルを建設し、2018年（平成30年）10月1日に開業した。
- 1階：etomo祐天寺（トモズ・東急ストアなど）　[15] スターバックス
- 2階：KBC保育園祐天寺
- 3 - 6階：スモールオフィス「pointline」

## 利用状況
2024年度の1日平均乗降人員は29,907人である。ここ数年3万人前後で推移していたが、2020年度以降は新型コロナウイルス感染症の流行の影響もあり、乗降人員が大幅に減少している。当駅周辺は学校施設が多く集まっているため学生の利用が多い。
近年の1日平均乗降・乗車人員の推移は下記の通り。
| 年度               | 1日平均 乗降人員 | 1日平均 乗車人員 | 出典     |
| ------------------ | ---------------- | ---------------- | -------- |
| 1990年（平成02年） |                  | 20,740           | [ * 1 ]  |
| 1991年（平成03年） |                  | 20,587           | [ * 2 ]  |
| 1992年（平成04年） |                  | 20,060           | [ * 3 ]  |
| 1993年（平成05年） |                  | 19,592           | [ * 4 ]  |
| 1994年（平成06年） |                  | 19,189           | [ * 5 ]  |
| 1995年（平成07年） |                  | 18,954           | [ * 6 ]  |
| 1996年（平成08年） |                  | 18,666           | [ * 7 ]  |
| 1997年（平成09年） |                  | 18,411           | [ * 8 ]  |
| 1998年（平成10年） |                  | 17,647           | [ * 9 ]  |
| 1999年（平成11年） |                  | 17,139           | [ * 10 ] |
| 2000年（平成12年） |                  | 16,781           | [ * 11 ] |
| 2001年（平成13年） |                  | 16,855           | [ * 12 ] |
| 2002年（平成14年） | 32,140           | 16,348           | [ * 13 ] |
| 2003年（平成15年） | 31,466           | 15,923           | [ * 14 ] |
| 2004年（平成16年） | 31,266           | 15,885           | [ * 15 ] |
| 2005年（平成17年） | 30,232           | 15,364           | [ * 16 ] |
| 2006年（平成18年） | 29,510           | 15,022           | [ * 17 ] |
| 2007年（平成19年） | 30,193           | 15,423           | [ * 18 ] |
| 2008年（平成20年） | 30,387           | 15,452           | [ * 19 ] |
| 2009年（平成21年） | 29,757           | 15,104           | [ * 20 ] |
| 2010年（平成22年） | 29,411           | 14,890           | [ * 21 ] |
| 2011年（平成23年） | 29,194           | 14,770           | [ * 22 ] |
| 2012年（平成24年） | 29,616           | 15,000           | [ * 23 ] |
| 2013年（平成25年） | 29,809           | 15,115           | [ * 24 ] |
| 2014年（平成26年） | 29,742           | 15,019           | [ * 25 ] |
| 2015年（平成27年） | 30,112           | 15,172           | [ * 26 ] |
| 2016年（平成28年） | 30,877           | 15,496           | [ * 27 ] |
| 2017年（平成29年） | 31,494           | 15,811           | [ * 28 ] |
| 2018年（平成30年） | 31,962           | 16,033           | [ * 29 ] |
| 2019年（令和元年） | 32,013           | 16,038           | [ * 30 ] |
| 2020年（令和02年） | 23,296           |                  |          |
| 2021年（令和03年） | 25,761           |                  |          |
| 2022年（令和04年） | 27,927           |                  |          |
| 2023年（令和05年） | 28,970           |                  |          |
| 2024年（令和06年） | 29,907           |                  |          |

## 駅周辺
駅高架下の商店の中に、スーパーマーケットがある。その他、商店が駅から放射状に続いている。東口は小さなロータリーとなっていて、バス停がある。
- 目黒警察署祐天寺駅前交番
- 目黒税務署
- 目黒区立守屋図書館
- 東京都立目黒高等学校
- 目黒中町郵便局
- 目黒五本木郵便局
- 明顕山祐天寺（駅名の由来）
- 日本聖公会聖パウロ教会
- 世田谷区立世田谷公園
- モーリタニア大使館
- 目黒区立上目黒小学校
- スーパー三和 祐天寺店

### バス路線
- 東急バス「祐天寺駅」停留所[21]
  - 〔黒06〕五本木一丁目・三軒茶屋[21]
  - 〔黒06〕目黒駅前[21]

## 隣の駅
東急電鉄
 東横線
■特急・□通勤特急・■急行
通過
■各駅停車
中目黒駅 (TY03) - 祐天寺駅 (TY04) - 学芸大学駅 (TY05)